# Ambra Gambale
Ambra Gambale là một nghệ sĩ và nhà thiết kế trang sức cao cấp hai quốc tịch Nam Phi và Ý. Sê-ri Skullchemy của cô về các tác phẩm nghệ thuật thời hiện đại được tạo ra từ những hộp sọ động vật kỳ lạ, kim loại và đá quý đã được trưng bày và bán ở Luân Đôn, Notting Hill & Dover Street, Mayfair. Phạm vi trang sức chất lượng cao của cô làm từ thủ công và tập trung vào việc sử dụng vàng, ebony và kim cương. Những người sưu tập của cô bao gồm những người giành giải thưởng như Lauren Beukes.
Tác phẩm nghệ thuật Sọ cá sấu của cô, là một hộp sọ cá sấu bằng bạch kim và kim cương được trưng bày tại Casa Vogue of Brazil trị giá £ 1.000.000. Trong khi những mảnh sọ được bán kèm với đồ trang sức của cô đã được bán tại Wolf & Badger ở Mayfair và Merchants ở Long, Cape Town.

## Cuộc sống và sự nghiệp

### Tuổi thơ
Sinh ra ở Nam Phi và có tổ tiên người Sicilia và Venezia, cô là hậu duệ của các nhà lãnh đạo quân sự cao quý người Venezia Gambale với lịch sử có thể truy tìm nguồn gốc từ thế kỷ thứ VI của Venice, từ nguồn gốc đó Ambra tạo nguồn cảm hứng cho các tác phẩm của mình. các họa tiết như vương miện, áo giáp và thanh kiếm có trong nghệ thuật và đồ trang sức của cô. Ambra tiếp tục nghiên cứu thiết kế tại Central Saint Martins và Trường Thiết kế Inchbald ở Luân Đôn trước khi thiết lập thương hiệu đồ trang sức của riêng mình.

### Sự nghiệp
Ambra Gambale thành lập Ambra Fine Jewellery vào năm 2010, sử dụng kim cương tốt và kim loại quý như vàng và bạch kim để chế tác. Tác phẩm của cô được thiết kế cho thị trường cao cấp cao cấp, nhưng cũng có một sự quyến rũ vui tươi và nữ tính.
Đến năm 2013, đồ trang sức của cô đã được bán và được liệt kê bên cạnh những chế tác của các nghệ nhân như Anoushka Ducas & Theo Fennel và được lưu trữ quốc tế tại Luân Đôn, Anh và Cape Town, Nam Phi. Bộ sưu tập của cô "Diamond Dreaming" năm 2013 bao gồm vòng đeo tay, dây chuyền và mặt dây lấy cảm hứng từ mô hình Hamsa Hồi giáo cũng như chìa khóa, vương miện và dấu hiệu hòa bình với chất liệu vàng trắng, vàng và vàng hồng 9carat và 18carat.